# Carrarese Calcio 1908 1984-1985
Questa voce raccoglie le informazioni riguardanti la Carrarese Calcio 1908 nelle competizioni ufficiali della stagione 1984-1985.

## Rosa
| N. |                   | Ruolo | Calciatore              |
| -- | ----------------- | ----- | ----------------------- |
|    | Italia (bandiera) | A     | Marco Cacciatori        |
|    | Italia (bandiera) | A     | Paolo Corsi             |
|    | Italia (bandiera) | A     | Davide Del Nero         |
|    | Italia (bandiera) | P     | Fabrizio Deogratias (I) |
|    | Italia (bandiera) | D     | Nicola Devoti           |
|    | Italia (bandiera) | D     | Giuseppe Fargione       |
|    | Italia (bandiera) | C     | Mario Giua              |
|    | Italia (bandiera) | C     | Gabriele Landi          |
|    | Italia (bandiera) | C     | Enrico Lombardi         |

| N. |                   | Ruolo | Calciatore           |
| -- | ----------------- | ----- | -------------------- |
|    | Italia (bandiera) | C     | Gian Piero Menconi   |
|    | Italia (bandiera) | D     | Corrado Merli        |
|    | Italia (bandiera) | A     | Giovanni Re          |
|    | Italia (bandiera) | C     | Gian Marco Remondina |
|    | Italia (bandiera) | D     | Paolo Rossi          |
|    | Italia (bandiera) | C     | Gabriele Savino      |
|    | Italia (bandiera) | D     | Mario Somma          |
|    | Italia (bandiera) | C     | Marco Taffi          |
|    | Italia (bandiera) | A     | Luigi Zerbio         |

## Risultati

### Campionato

#### Girone di andata
| 23 settembre 1984 1ª giornata | Pavia | 1 – 1 | Carrarese |  |

| 30 settembre 1984 2ª giornata | Carrarese | 1 – 0 | Ancona |  |

| 7 ottobre 1984 3ª giornata | Legnano | 0 – 0 | Carrarese |  |

| 14 ottobre 1984 4ª giornata | Carrarese | 1 – 0 | Asti TSC |  |

| 21 ottobre 1984 5ª giornata | Livorno | 1 – 1 | Carrarese |  |

| 28 ottobre 1984 6ª giornata | Carrarese | 0 – 0 | Reggiana |  |

| 1º novembre 1984 7ª giornata | Rimini | 2 – 1 | Carrarese |  |

| 11 novembre 1984 8ª giornata | Carrarese | 1 – 0 | Treviso |  |

| 18 novembre 1984 9ª giornata | Sanremese | 3 – 0 | Carrarese |  |

| 25 novembre 1984 10ª giornata | Carrarese | 0 – 1 | Pistoiese |  |

| 2 dicembre 1984 11ª giornata | Rondinella | 1 – 1 | Carrarese |  |

| 9 dicembre 1984 12ª giornata | Carrarese | 1 – 1 | Brescia |  |

| 16 dicembre 1984 13ª giornata | SPAL | 3 – 2 | Carrarese |  |

| 23 dicembre 1984 14ª giornata | Carrarese | 1 – 0 | Modena |  |

| 6 gennaio 1985 15ª giornata | Carrarese | 3 – 2 | Jesi |  |

| 13 gennaio 1985 16ª giornata | Piacenza | 0 – 0 | Carrarese |  |

| 20 gennaio 1985 17ª giornata | Carrarese | 4 – 4 | Lanerossi Vicenza |  |

#### Girone di ritorno
| 3 febbraio 1985 18ª giornata | Carrarese | 0 – 1 | Pavia |  |

| 10 febbraio 1985 19ª giornata | Ancona | 0 – 1 | Carrarese |  |

| 17 febbraio 1985 20ª giornata | Carrarese | 1 – 1 | Legnano |  |

| 24 febbraio 1985 21ª giornata | Asti TSC | 1 – 1 | Carrarese |  |

| 3 marzo 1985 22ª giornata | Carrarese | 1 – 2 | Livorno |  |

| 10 marzo 1985 23ª giornata | Reggiana | 1 – 1 | Carrarese |  |

| 17 marzo 1985 24ª giornata | Carrarese | 1 – 0 | Rimini |  |

| 24 marzo 1985 25ª giornata | Treviso | 2 – 0 | Carrarese |  |

| 6 aprile 1985 26ª giornata | Carrarese | 0 – 0 | Sanremese |  |

| 14 aprile 1985 27ª giornata | Pistoiese | 2 – 0 | Carrarese |  |

| 21 aprile 1985 28ª giornata | Carrarese | 2 – 1 | Rondinella |  |

| 5 maggio 1985 29ª giornata | Brescia | 0 – 0 | Carrarese |  |

| 12 maggio 1985 30ª giornata | Carrarese | 0 – 1 | SPAL |  |

| 19 maggio 1985 31ª giornata | Modena | 1 – 0 | Carrarese |  |

| 26 maggio 1985 32ª giornata | Jesi | 1 – 0 | Carrarese |  |

| 2 giugno 1985 33ª giornata | Carrarese | 1 – 0 | Piacenza |  |

| 9 giugno 1985 34ª giornata | Lanerossi Vicenza | 3 – 0 | Carrarese |  |